# Туреччина на зимових Олімпійських іграх 1964
Туреччина брала участь у Зимових Олімпійських іграх 1964 року в Інсбруку (Австрія) в п'ятий раз за свою історію, але не завоювала жодної медалі. Країну представляло 5 спортсменів, які виступали у змаганнях з гірськолижного спорту.